# Kakasd
Kakasd is een plaats (község) en gemeente in het Hongaarse comitaat Tolna. Kakasd telt 1780 inwoners (2001).